# Мельников, Николай Михайлович (зоолог)
Николай Михайлович Мельников (14 (26) июля 1840, Казань — 30 декабря 1900 (12 января 1901), Казань) — заслуженный профессор зоологи Казанского университета.

## Биография
Родился в Казани 14 (26) июля 1840 года; его отец, Михаил Иванович Мельников (?—1885) был преподавателем математики во 2-й Казанской гимназии и в Казанском университете.
Учился во 2-й Казанской гимназии (1852—1857) вместе с Н. О. Ковалевским; затем, как и отец, окончил физико-математический факультет Казанского университета (1861) и с января по май 1862 года был учителем естественной истории в Родионовском институте благородных девиц, после чего был направлен в заграничную командировку с целью подготовки к профессорскому званию. Вернулся в августе 1864 года и в 1865—1866 годах состоял приват-доцентом зоологии Казанского университета; 16 февраля 1868 года получил степень магистра (диссертация «Микроскопические исследования кишечного канала рыб») и вновь выехал за границу, где пребывал до февраля 1869 года; 22 мая 1869 года получил степень доктора зоологии, защитив диссертацию «Материалы к учению об эмбриональном развитии насекомых».
С 1871 года — экстраординарный профессор зоологии (на место Н. П. Вагнера, перешедшего в Санкт-Петербургский университет), а с 1873 года — ординарный профессор Казанского университета. Читал лекции до мая 1897 года. Кроме лекций на физико-математическом факультете он преподавал зоологию и сравнительную анатомию позвоночных животных на медицинском факультете университета. Также, с 23 октября 1882 года по день смерти, он преподавал в Казанском ветеринарном институте.
Свыше 25 лет он заведовал зоологическим музеем Казанского университета.
С 21 мая 1894 года Н. М. Мельников — заслуженный профессор Казанского университета.
Долгое время Мельников был гласным казанской городской думы и губернских земских собраний.